# Xanthophytum fruticulosum
Xanthophytum fruticulosum là một loài thực vật có hoa trong họ Thiến thảo. Loài này được Reinw. ex Blume miêu tả khoa học đầu tiên năm 1823.